# Variabili dipendenti e indipendenti
In matematica e in statistica, una variabile può essere definita dipendente o indipendente, a seconda della relazione esistente tra essa e altre variabili.

## Matematica
In matematica una variabile è dipendente da altre variabili se esiste una relazione tra di esse che la coinvolge, altrimenti è indipendente da esse. Due o più variabili indipendenti l'una dall'altra sono dette variabili indipendenti. In assenza di una relazione, le variabili sono solitamente supposte indipendenti.
Ad esempio, le coordinate {\displaystyle (x,y)} dei punti nel piano sono variabili indipendenti, mentre le coordinate dei punti su una circonferenza di raggio {\displaystyle r} sono variabili dipendenti: {\displaystyle x^{2}+y^{2}=r^{2}} (alcuni valori che possono essere scelti singolarmente per le due variabili non possono essere presi contemporaneamente).
Questa terminologia è di frequente uso nell'ambito della teoria delle funzioni. Data una funzione {\displaystyle y=f(x)} la variabile {\displaystyle x} argomento della funzione è detta variabile indipendente, mentre la variabile {\displaystyle y} che rappresenta il valore della funzione viene detta variabile dipendente, poiché dipende dalla variabile {\displaystyle x}. Nel caso di funzioni in più variabili la dicitura è analoga. Data {\displaystyle y=f(x_{1},\dots ,x_{n})} le variabili {\displaystyle x_{1},\ldots ,x_{n}} sono dette indipendenti mentre la variabile {\displaystyle y} è detta dipendente.
In teoria delle probabilità due variabili aleatorie {\displaystyle X} e {\displaystyle Y} sono stocasticamente indipendenti quando la loro probabilità congiunta è uguale al prodotto delle probabilità marginali:
{\displaystyle P(X\in A,Y\in B)=P(X\in A)\cdot P(Y\in B).}

## Statistica
In statistica la denominazione non è così precisa. La scelta di quali variabili sono dipendenti o indipendenti in un modello statistico dipende da motivi non strettamente matematici, ma che si basano sul contesto dell'esperimento e sulla più estesa realtà del fenomeno oggetto di studio. Solitamente sono necessari dei criteri logico-causali per scegliere quale variabile sia dipendente e quale sia indipendente. In particolare, per due variabili dipendenti {\displaystyle X} e {\displaystyle Y} (come ad esempio l'"età" e il "titolo di studio") è possibile scegliere quale considerare indipendente e quale dipendente a seconda dell'ambito di studio.
In base al contesto si usano come sinonimi
- per una variabile indipendente: regressore, variabile esplicativa, predittore,  variabile controllata, variabile manipolata o variabile di input;
- per una variabile dipendente: variabile risposta, variabile misurata, variabile spiegata, variabile sperimentale o variabile di output.